# Stava hamn
Stava hamn, även kalld Stava brygga eller Lussebohamnen, låg vid Vättern i Ödeshögs kommuns sydvästra del.
Den byggdes troligen 1892.
Vid Stava brygga fanns en sågverksrörelse, som drevs av Konrad Hård. 
Nere vid bryggan låg ångbåtar för att ta hand om det färdigsågade virket för transport till Göteborg. där virket lastades för vidare frakt till 
England, Holland och Danmark. De större ångbåtarna fick ankras upp på redden. Vattnet vid bryggan var endast nio fot djupt, trots att den förlängdes år 1920. Den ursprungliga bryggan från 1892 tillät endast mindre båtar att lägga till. 
Vedskutorna brukade komma framåt kvällen och lasta på natten. Detta för att så fort det ljusnade segla iväg.
Före första världskriget fick man 12 kronor famnen för veden. En skuta lastade normalt 15-20 famnar, så förtjänsten kunde bli god. 
Men vid depressionstider kunde priset sjunka till fyra kr famnen.
Ångfartyget Östern stannade till vid Stava brygga på sin trad mellan Jönköping och Motala, tre gånger i veckan i vardera riktningen på fastställda tider. Från Motala kunde man sedan ta kanalbåten till Stockholm.